# 富士宮警察署
富士宮警察署（ふじのみやけいさつしょ）は、静岡県富士宮市にある静岡県警察の警察署である。

## 管轄区域
- 富士宮市

## 所在地
- 静岡県富士宮市城北町160

## アクセス
- 身延線富士宮駅下車、徒歩約20分程度
- 富士急静岡バス警察署前停留所下車すぐ
- 宮バス警察署南停留所下車、徒歩約5分程度

## 組織
- 署長
- 副署長
- 警務課、地域課、会計課、交通課＝庁舎1階
- 刑事課、生活安全課＝庁舎2階
- 警備課＝庁舎3階

## 沿革
- 1873年（明治6年）6月14日 - 大宮町屯所が大宮町中宿1086番地に開設。
- 1875年（明治8年）10月20日 - 第二大区(富士郡)邏卒分屯所に改称。
- 1876年（明治9年）
  - 9月20日 - 静岡警察出張所の管轄下に入る。
  - 12月28日 - 静岡警察出張所の管轄を東西に分け沼津警察出張所が開設された。同時に沼津警察出張所は、警察第二出張所に改称され、警察第二出張所第二大区分屯所に改称。
- 1877年（明治10年）2月8日 - 沼津警察署大宮分署に改称
- 1880年（明治13年）12月4日 - 沼津警察署吉原分署が吉原警察署に昇格。同時に管轄が沼津警察署から吉原警察署に移管し、吉原警察署大宮分署に改称。
- 1884年（明治17年）7月1日 - 吉原警察署が沼津警察署に編入され、沼津警察署大宮分署に再改称。
- 1886年（明治19年）10月16日 - 吉原警察署が再設置され、吉原警察署大宮分署に再改称。
- 1925年（大正14年）4月1日 - 大宮警察署に昇格。
- 1932年（昭和7年）
  - 4月21日 - 富士宮大火により庁舎焼失[1]。
  - 9月7日 - 昇格後初めての新築移転。
- 1942年（昭和17年）6月1日 - 大宮町・富丘村が合併し、富士宮市が発足。同時に大宮警察署は旧富士宮警察署に改称。
- 1948年（昭和23年）3月7日 - 旧警察法の施行により、自治体警察富士宮市警察が富士宮市大宮1082番地の6に設置。市外は、国家地方警察富士地区警察署の管轄となる。
- 1954年（昭和29年）
  - 6月30日 - 旧警察法の廃止により、富士宮市警察及び富士地区警察署が廃止。
  - 7月1日 - 現警察法の施行により、静岡県警発足。富士宮警察署開設。
- 1956年（昭和31年）9月30日 - 富士郡芝富村・庵原郡内房村が合併して富原村が発足し、旧内房村の管轄が蒲原警察署から移管され現区域となる。
- 1957年（昭和32年）1月23日 - 新築落成式を行う。
- 1968年（昭和43年）5月27日 - 現在地に新築移転。
- 1995年（平成7年）5月26日 - 現庁舎が完成。

## 交番
- 西町交番
- 富士根交番
- 富士宮駅前交番
- 宮原交番
- 宮町交番
- 芝川交番

## 駐在所
- 上井出警察官駐在所
- 上条警察官駐在所
- 北山警察官駐在所
- 下条警察官駐在所
- 白糸警察官駐在所
- 星山警察官駐在所
- 猪之頭警察官駐在所
- 内房警察官駐在所
- 柚野警察官駐在所

## 備考
- 警察署なので警察官が24時間勤務しているが、夜間は多忙な地域課、交通課を除く課では当直勤務は1名のみである。夜間に電話をすると地域課につながる。休日は1階以外は立ち入り禁止になっている。
- 署では交通取り締まりに特に力をいれている。富士宮市内は坂道が多く交通事故多発地域である。
- 山口組系後藤組の本拠地が存在していた関係で、署内に暴力団追放ダイヤルがある。署長ポストは刑事、組織犯罪対策の経験がある警察官が就任し、県警本部捜査4課から捜査員が派遣されてきて情報収集・取締りを行っている。以前は後藤組壊滅対策本部が置かれていたが、2012年時点で後藤組は解散した、現在は藤友会壊滅対策本部に置き換えられている。
- 宮町交番は浅間大社側にあり建物の造りが純和風である。